# Izabela Czartoryska
Elżbieta "Izabela" Dorota Czartoryska (nhũ danh Flemming; 3 tháng 3 năm 1746 – 15 tháng 7 năm 1835) là một công chúa người Ba Lan, bà đồng thời là nhà văn, nhà sưu tập nghệ thuật và là nhân vật nổi bật trong thời kỳ Khai sáng Ba Lan. Bà là vợ của Adam Kazimierz Czartoryski và là thành viên của đảng chính trị Familia có ảnh hưởng thời bấy giờ. Bà được biết đến là người đã thành lập bảo tàng đầu tiên của Ba Lan, Bảo tàng Czartoryski, hiện nằm ở Kraków.

## Đời sống

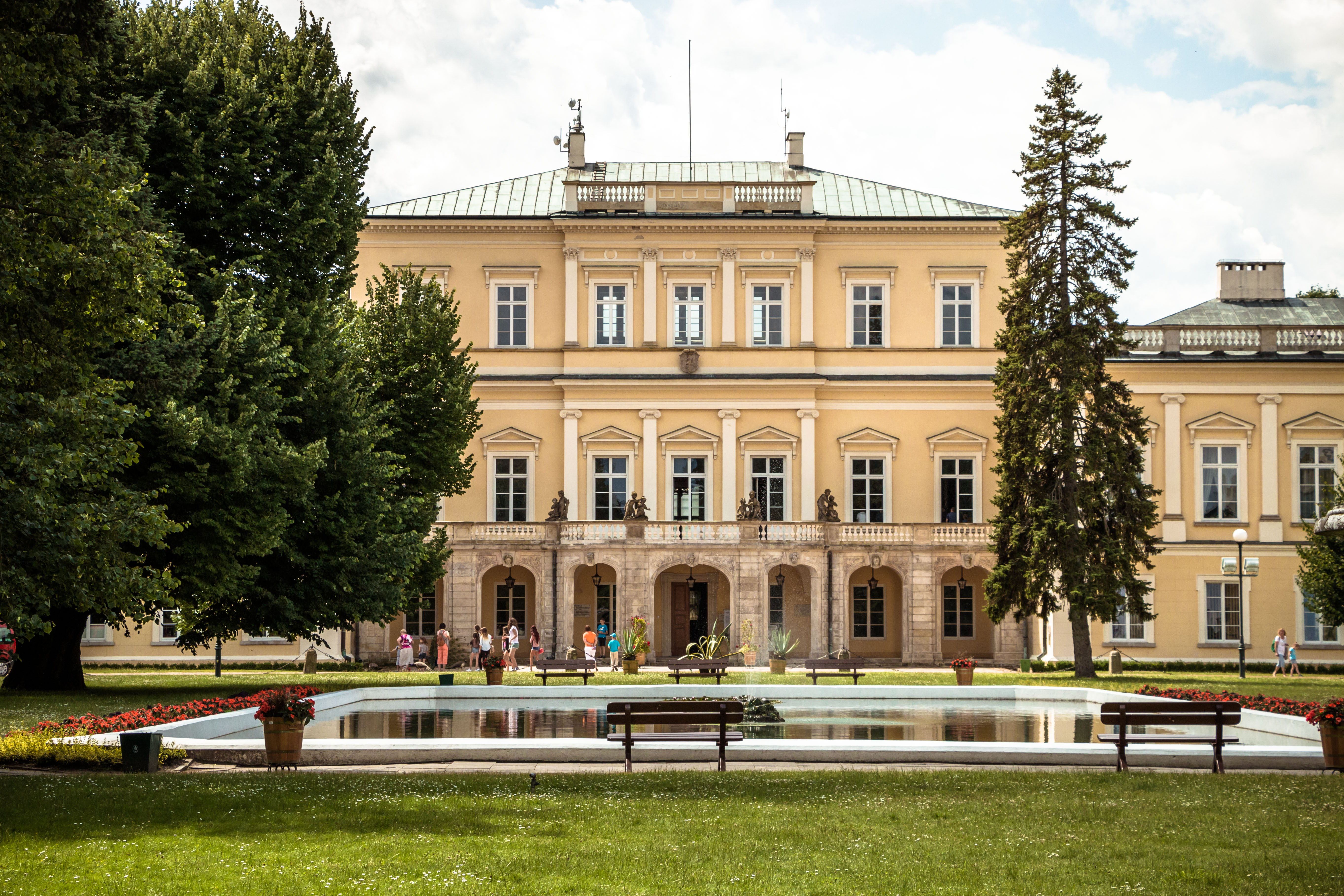
Cung điện Czartoryski tại Puławy

Bà là con gái của Bá tước Georg Detlev von Flemming (tiếng Ba Lan: Hrabia Jerzy Detloff Flemming) và Công chúa Antonina Czartoryska.
Vào ngày 18 tháng 11 năm 1761, tại Wołczyn, bà kết hôn với Hoàng tử Adam Kazimierz Czartoryski, do đó chính thức trở thành một công chúa.
Trong cuộc đời của Izabela Czartoryska, bà từng vướng phải nhiều tin đồn về các mối quan hệ ngoài luồng. Trong đó có thể kể đến mối quan hệ tình cảm với đại sứ nước Nga tại Ba Lan là Nikolai Vasilyevich Repnin, người cũng được đồn đoán là cha của con trai bà, Adam George Czartoryski.
Bà cũng được cho là có quan hệ với Công tước de Lauzun, ông sau này từng viết trong Hồi ký rằng mình là cha của con trai thứ hai của bà, Konstanty Adam.
Tại Paris năm 1772, bà có cơ hội gặp gỡ Benjamin Franklin, người sau đó là nhà lãnh đạo của Cách mạng Hoa Kỳ, và các triết gia Pháp Jean-Jacques Rousseau và Voltaire, những người mang tới các ý tưởng mới cho một trật tự cũ.
Năm 1775, cùng với chồng, Czartoryska đã hoàn toàn biến Cung điện Czartoryski tại Puławy thành một nơi tụ họp dành cho giới trí thức và chính trị. Pháp viện của bà là một trong những pháp viện tự do và tiến bộ nhất trong Khối thịnh vượng chung, mặc dù bà vướng phải nhiều bê bối trong một số khía cạnh của cuộc sống cá nhân.
Izabela chính là người đã phát hiện ra tài năng của họa sĩ trẻ Aleksander Orłowski và quyết định bảo trợ cho anh ta.
Theo Wirydianna Fiszerowa, khi ở Phổ cùng con gái Maria Wirtemberska trong cuộc hôn nhân sau này, bà đã nói với Friedrich II của Phổ về nỗi sợ hãi của mình rằng chồng bà sẽ bị đầu độc, và rằng điều này sẽ gây ra sự chia rẽ về mặt chính trị giữa ông và Stanisław August Poniatowski. Frederick cười và nói với bà rằng chỉ có những vị vua mới bị đầu độc. Ông sau đó đã lan truyền cuộc trò chuyện tới nhiều người triều đình của mình để gây bất lợi cho Izabela.
Năm 1784, bà gia nhập Đảng Ái quốc.

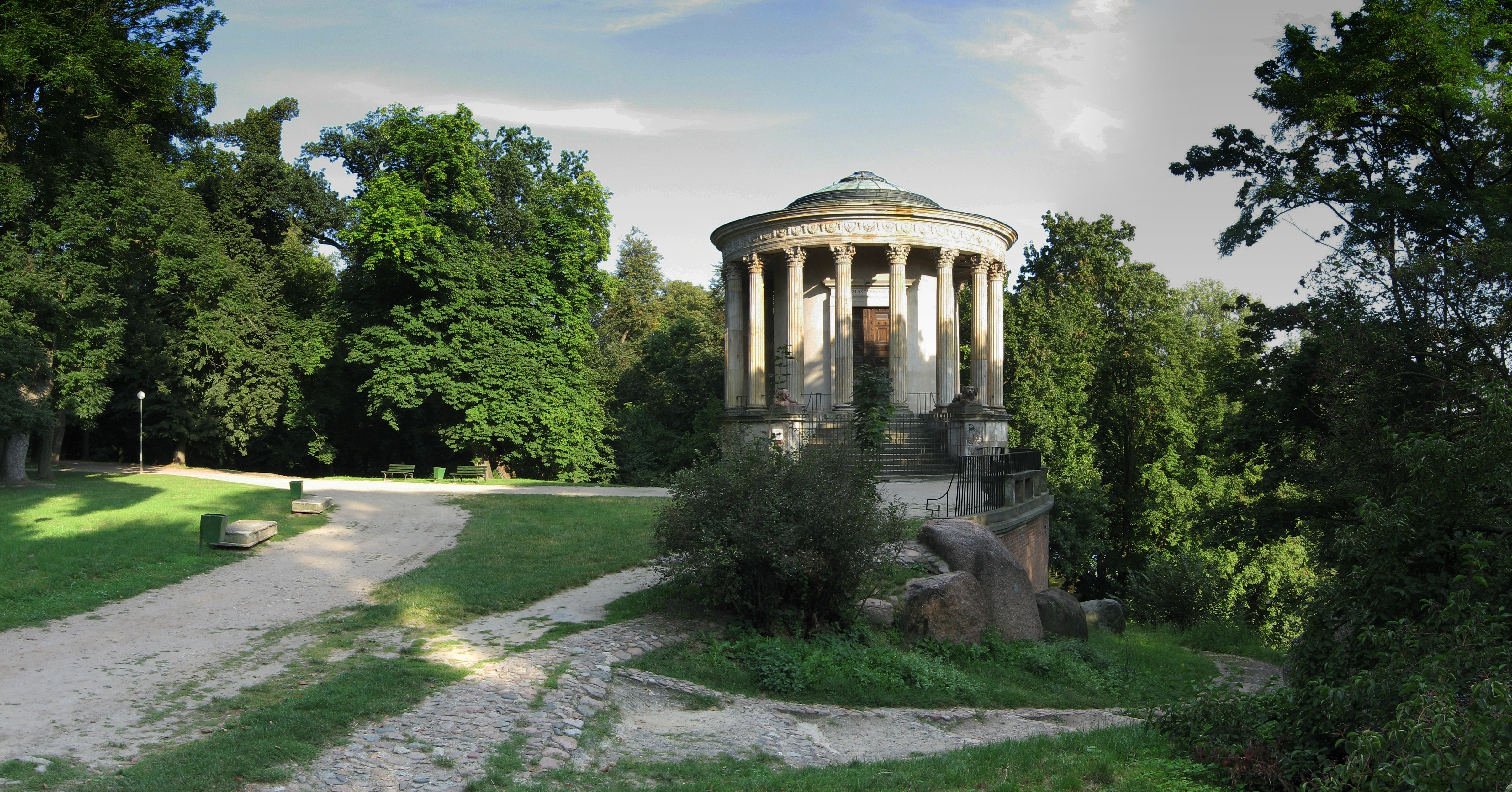
Đền thờ Sibyl, bảo tàng của Izabela Czartoryska tại Puławy

Sau khi cuộc nổi dậy Kościuszko bị đàn áp, các con trai của bà là Adam George và Konstanty Adam đã bị Nữ hoàng Yekaterina II của Nga của Nga bắt làm con tin chính trị.
Năm 1796, Izabela ra lệnh xây dựng lại Puławy, lúc này chỉ còn là một cung điện đổ nát và đồng thời cũng bắt đầu xây dựng một viện bảo tàng. Một trong số những đồ vật đầu tiên được đưa vào đây là những món kho báu của Thổ Nhĩ Kỳ bị lực lượng của Vua Ba Lan Jan III Sobieski cướp được trong trận Vienna vào năm 1683. Ngoài ra, tại đây còn chưa các kho báu hoàng gia Ba Lan và đồ gia truyền lịch sử của quốc gia này. Năm 1801, Izabela cho thành lập Đền thờ Sibyl, còn được gọi là "Ngôi đền của Ký ức". Đây là nơi lưu giữ những đồ vật có vai trò quan trọng về mặt tình cảm, liên quan đến vinh quang và đau khổ trong cuộc sống của con người. Trong cuộc nổi dậy tháng 11 năm 1830, bảo tàng đã bị đóng cửa. Con trai của Izabela là Adam George Czartoryski, lúc đó đang sống lưu vong ở Paris, đã mang những đồ vật còn sót lại của bảo tàng đến Hôtel Lambert. Con trai ông là Władysław Czartoryski sau đó đã cho mở lại bảo tàng này vào năm 1878 ở Kraków và nó vẫn tồn tại cho đến tận ngày nay.

## Tác phẩm
- Myśli różne o sposobie zakładania ogrodów (năm 1805)
- Pielgrzym w Dobromilu, czyli nauki wiejskie (khoảng năm 1818)